# Raïon de Khassan
Le raïon de Khassan (en russe : Хаса́нский райо́н, Khassanski raïon) est une subdivision administrative (raïon) et une municipalité (okroug municipal) du kraï du Primorié en Russie. Situé en Extrême-Orient russe, il est le raïon le plus au sud du kraï, coincé entre le golfe de Pierre-le-Grand et les montagnes mandchoues-coréennes et il est frontalier de de la Chine et de la Corée du Nord à son extrémité sud. Son centre administratif est la commune urbaine de Slavianka, et il compte en tout 37 localités. Sa population s'élevait à 24 798 habitants en 2023.
Son littoral a favorisé une histoire riche, avec de nombreux sites archéologiques des cultures de Yankovski, de Boïsman et de Zaïssanovka entre autres. Lieu de la bataille du lac Khassan en 1939, il était autrefois peuplé par les Koryo-saram avant qu'ils soient déportés à la fin des années 1930 par Joseph Staline. Dans l'après-guerre, le raïon fut un important centre de pêche. Le raïon est de nos jours une importante zone touristique avec de nombreuses stations balnéaires, tels qu'Andreïevka et Zaroubino, grâce à son littoral et son climat clément. Il contient plusieurs aires protégées, parmi lesquelles la réserve naturelle de Kedrovaïa Pad et le parc national de la Terre du Léopard.

## Géographie

### Situation

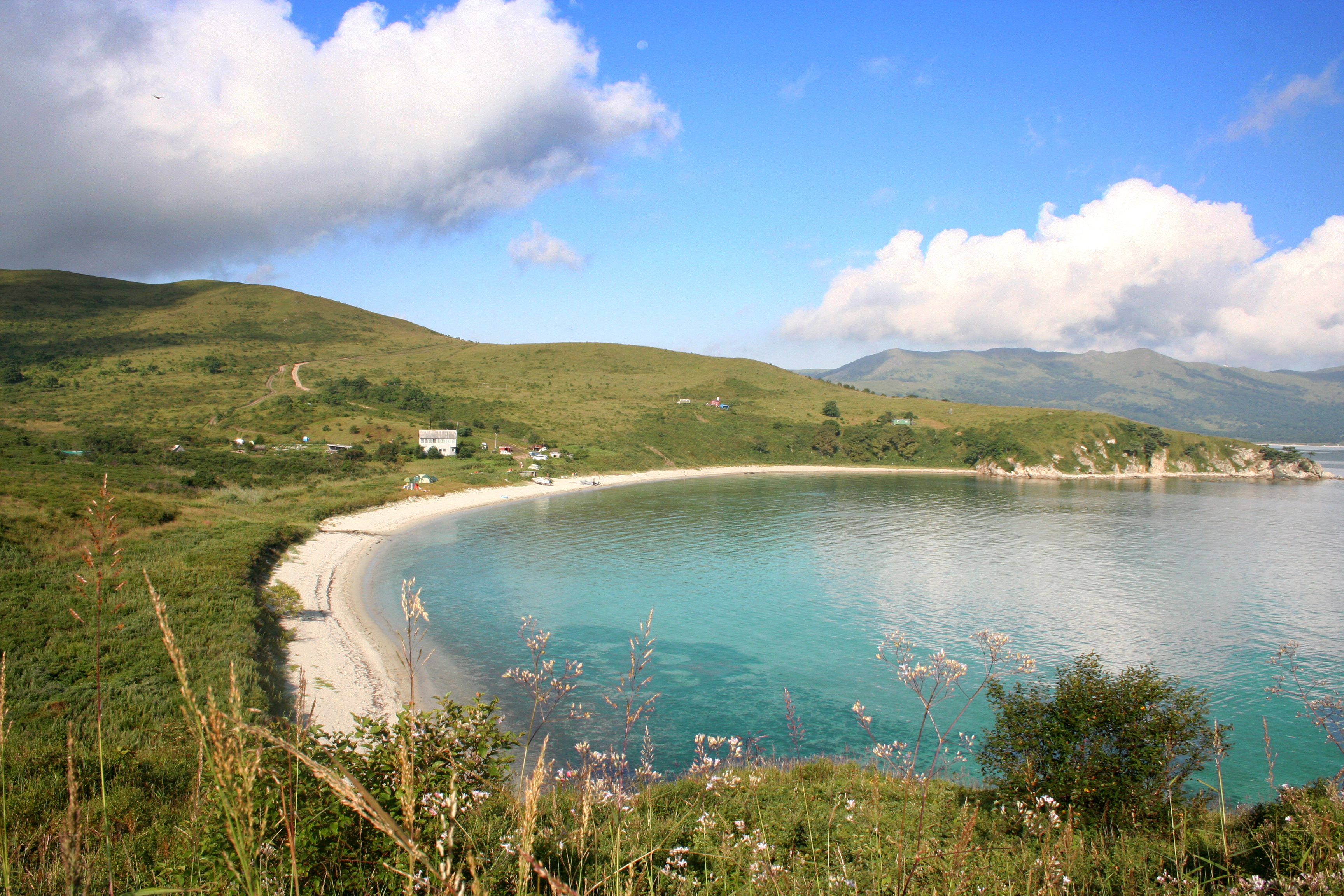
Paysage de la réserve naturelle marine de l'Extrême-Orient.

Le raïon de Khassan est situé à l'extrême sud du kraï du Primorié, s'étendant du nord au sud sur une bande étroite le long de la côte ouest de la baie de l'Amour et du golfe de Pierre-le-Grand. Il est bordé au nord et au nord-est par le raïon de Nadejda, dans une petite zone au nord il y a une frontière avec l'okroug urbain d'Ussuri et au nord-est avec la semi-exclave de l'okroug urbain de Vladivostok (le village de Beregovoïe). Au sud et au sud-ouest, le fleuve Tumen  trace également la frontière avec la république populaire démocratique de Corée et à l'ouest, le long des montagnes Noires (montagnes mandchoues-coréennes), avec la république populaire de Chine. À l'est et au sud-est, la zone est baignée par les eaux de la baie de l'Amour et du golfe de Pierre-le-Grand,.
La longueur totale des frontières de la région de Khassan est d'environ 872,7 km, dont 329,5 km de terre et 543,2 km de partie maritime de la frontière, tandis que 250,9 km constituent des parties de la frontière de la Russie. La zone comprend plus de 20 îles et îlots situés près de la côte, dont les plus grands sont Bolchoï Pelis, Furugelma, Stenina, Antipenko et Sibiriakova. La superficie de la région (îles comprises) est de 4 130 km², soit 2,54 % de l'ensemble du territoire du kraï. À l'extrémité orientale de la baie de Boïsman près de la péninsule de Klerka, se trouve l'île de Clerke ; La pointe sud de la péninsule de Clerke est le cap de Clerke.

### Relief
La surface du territoire est hétérogène. La chaîne des Montagnes Noires s'étend le long de la frontière ouest, se transformant au nord en le plateau montagneux de Borissov. Le point culminant est le mont Vyssotnaïa, culminant à 996 m à la source de la rivière Narva. Les parties centrale et orientale de la région sont dominées par un terrain vallonné traversé par de nombreuses vallées fluviales. Le sud de la région est plat. Le littoral est hétérogène : au sud il est fortement découpé par de nombreuses baies, criques et petites lagunes. Dans les parties centrale et nord, le littoral est plus lisse, avec des baies légèrement saillantes dans les terres. La côte de la région est constituée d'une série de plusieurs kilomètres de plages de galets et de sable, de falaises rocheuses et de falaises. Le relief des îles est également hétérogène : il peut y avoir des falaises abruptes qui sortent de l'eau, ou des zones de terre en pente douce qui s'élèvent doucement de la mer.

### Hydrographie
Le réseau fluvial est développé et dense. Les rivières les plus grandes et les plus profondes sont : Amba, Barabachevka, Narva, Poïma, Riazanovka, Gladkaya et la rivière frontalière Tumen. Il y a peu de lacs dans la région, presque tous sont concentrés dans la partie sud, les plus grands et les plus importants d'entre eux sont les lacs Khassan, Ptitchié, Lotos, Lebedinoïe, Zarechnoïe.

### Environnement

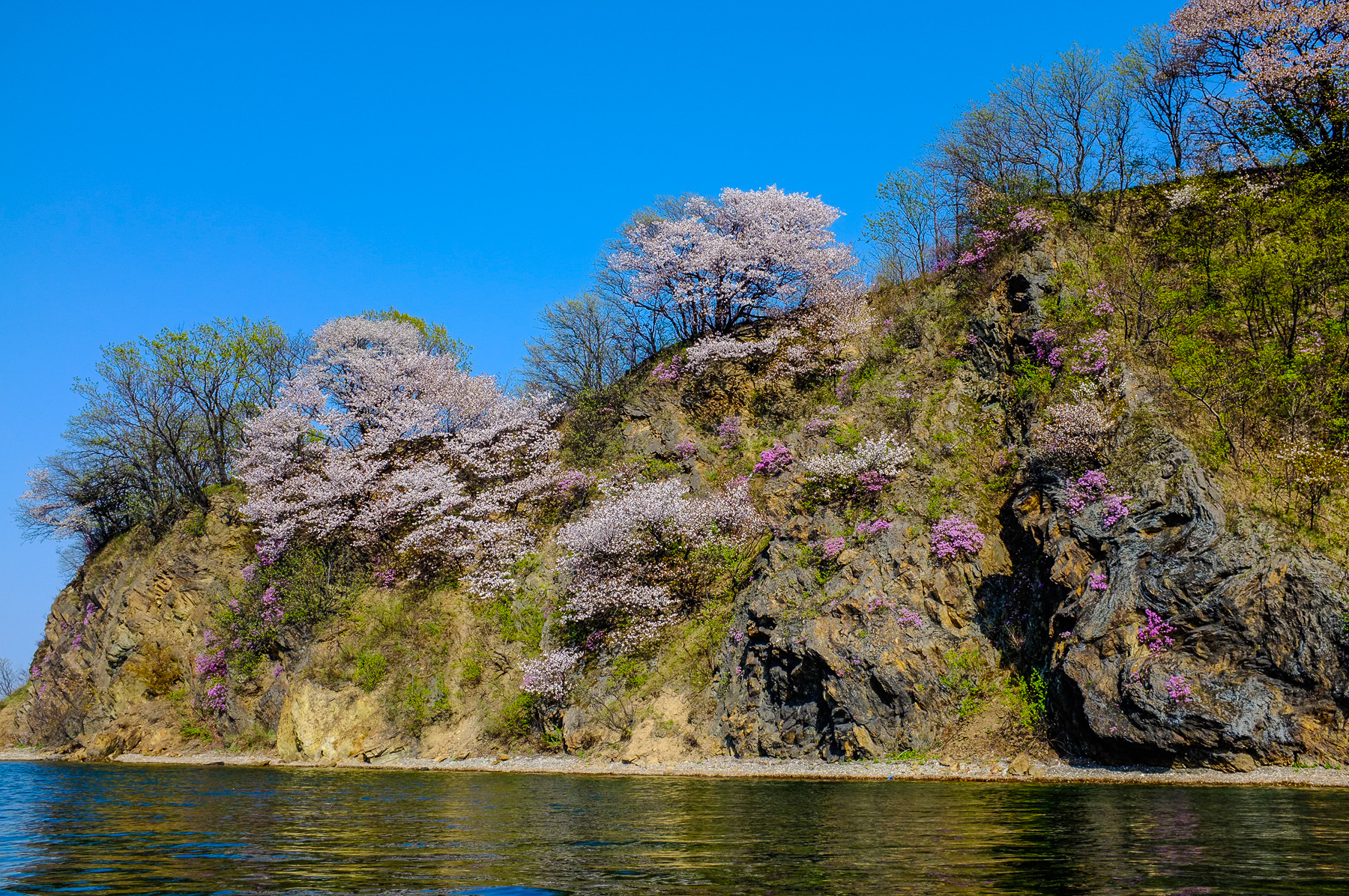
Péninsule de Krabbe au printemps

La nature de la région est belle et unique. Les espèces végétales du sud rencontrent ici celles du nord, beaucoup d'entre elles sont endémiques et répertoriées dans la liste rouge de l'UICN. La majeure partie de la région est occupée par des espaces naturels spécialement protégés : les réserves naturelles de Kedrovaïa Pad et d'Extrême-Orient, celle-ci étant marine, le parc national de la Terre du Léopard et le parc naturel de Khassan. Plusieurs monuments naturels ont été créés,.
Divers facteurs anthropiques, notamment les brûlures d'herbe se transformant en incendies naturels dévastateurs, ont provoqué des changements dégressifs et démutatifs dans la couverture végétale, conduisant à une réduction de la superficie forestière de la région de Khassan,.
Sont considérées comme espèces végétales rares : les forêts de sapins noirs à feuillus, abondantes en espèces reliques, les forêts de pins (pins à fleurs), les forêts ouvertes pyrogènes de chênes dentés sur les pentes des collines, les forêts ouvertes d'aulnes du Japon sur les terrasses fluviales et maritimes, des forêts de Chosenia arbutifolia dans les plaines inondables, des bosquets de genévriers dauriens, des zones de prairies sur lesquelles prédominent les espèces de Miscanthus, ainsi que des grappes de Nelumbo et de Schreber brazenia, couvrant la surface de l'eau des lacs locaux,,.
On trouve dans la raïon de Khassan les espèces de plantes suivantes : Rhododendron Shlippenbach, Lesedez Krivokistva, la vigne-vierge à trois pointes, pueraria montana var. lobata, rigidolirion, Epimedium koreanum, Iris Vorobyov, Belamcanda chinensis, Ussuriyskaya, Tsoii japonaise, Nymphoides coreana et d'autres. Parmi d'autres espèces rares, il convient de noter Deutia smootha, le trille de Komarov et la Gastrodia elata.

La région de Khassan se distingue par une grande biodiversité. Dans la petite réserve naturelle « Kedrovaïa Pad », il y a 5 espèces de bouleaux clairement distinctes : le bouleau platyphylla (blanc), de Mandchourie (jaune), de Mongolie (noir), Betula ermanii var. lanata et Betula schmidtii. Dans le parc national de la terre du Léopard, au bord d'un seul ruisseau forestier, les 8 érables de bord de mer ont été trouvés par les membres d' une expédition botanique : érable de Corée, Acer pictum subsp. mono, Acer tegmentosum, Acer mandshuricum, du fleuve Amour, Acer barbinerve, Komarova et Acer ukurunduense. La famille des Araliacées est richement représentée dans cette zone, qui comprend : le kalopanax septemlobus, l'aralia elata et continentalis, l'eleutherococcus senticosus et sessiliflorus, l'oplopanax elatus et le ginseng. Les aires de répartition naturelles de deux taxons de lilas, Amur et Wolff,se trouvent également ici,.

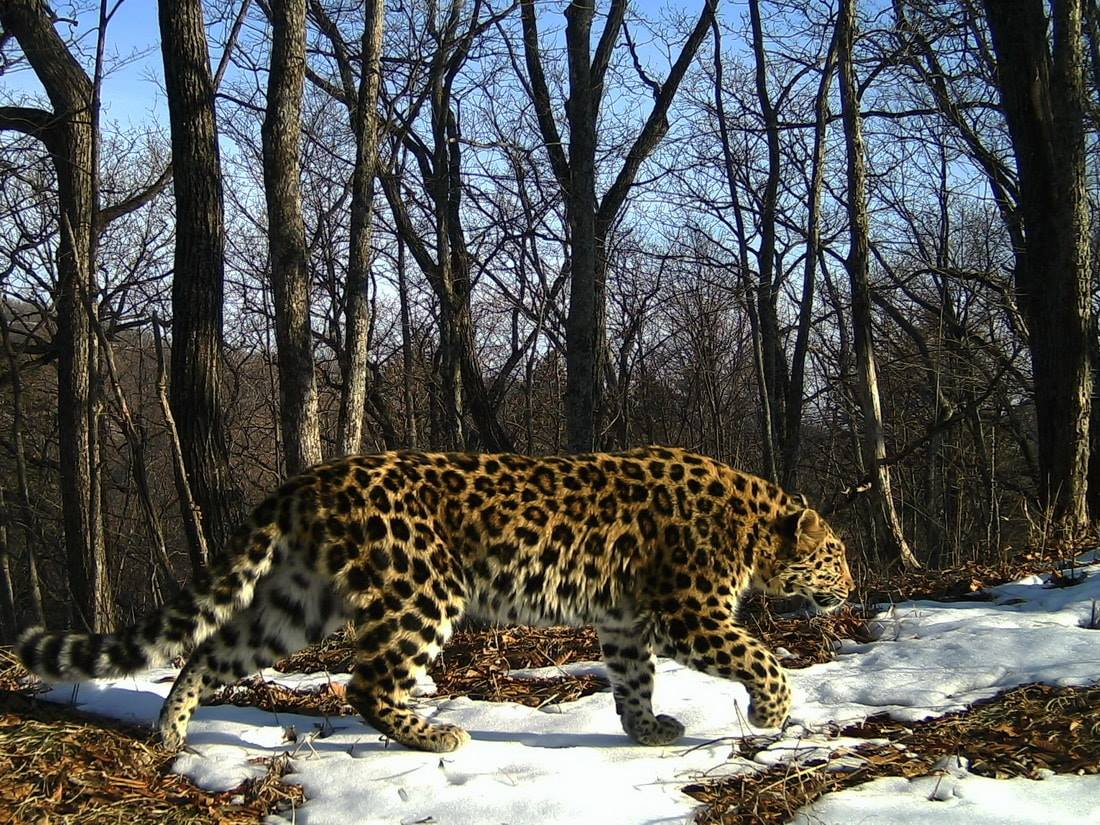
Léopard de l'Amour dans une forêt du raïon.
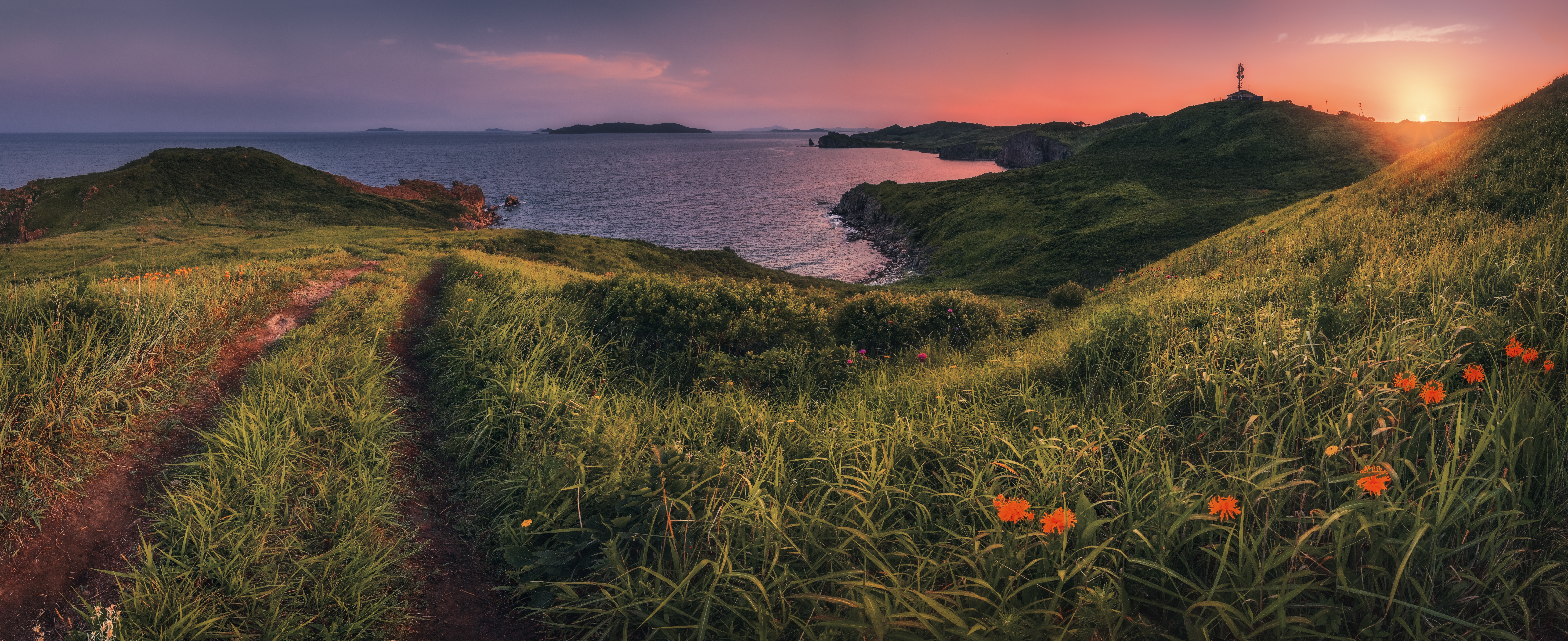
Péninsule de Bruce.
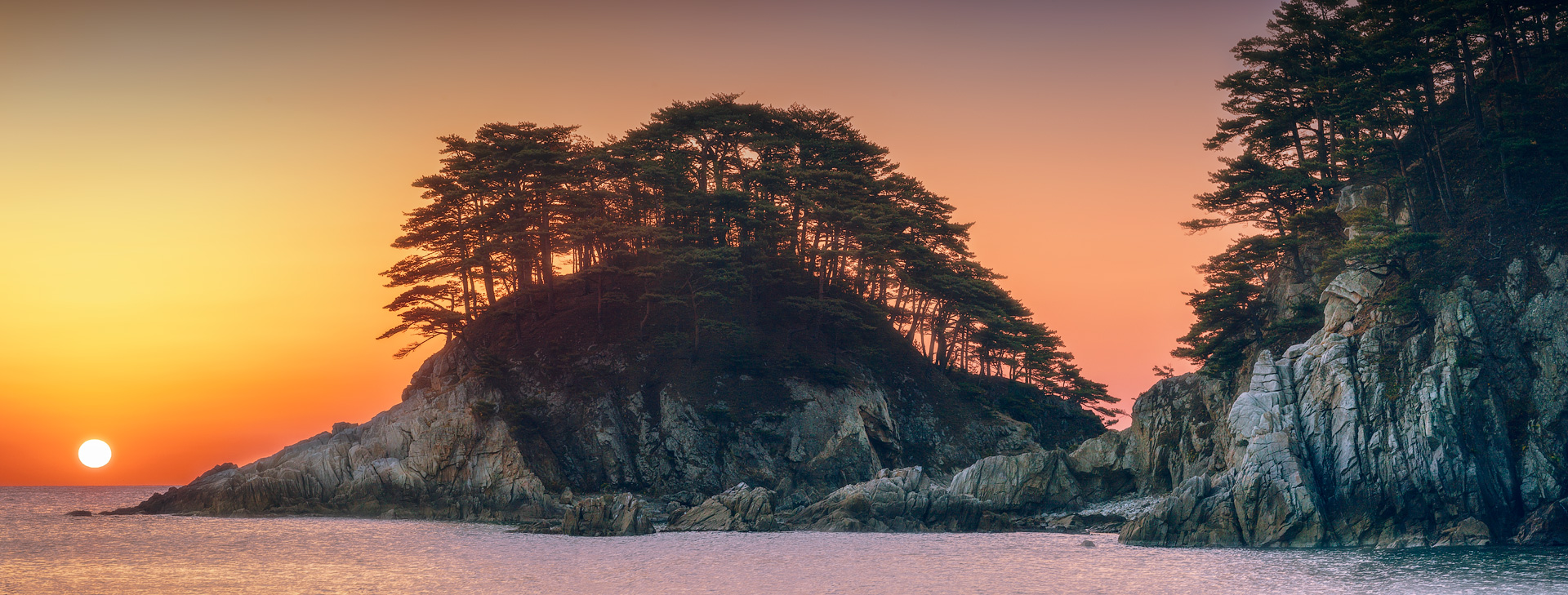
Lever de soleil dans la réserve naturelle marine de l'Extrême-Orient.

### Climat
Le territoire de la région est situé dans la région de mousson d'Extrême-Orient de la zone climatique tempérée. Cela correspond à un climat de mousson modéré. La température annuelle moyenne de l'air varie de +4 °C au nord jusqu'à +7 °C au sud de la région. L'hiver est assez rigoureux, froid et avec peu de neige. La température moyenne de l'air en janvier varie de −9 °C sur la côte sud (Possiet, Gamov) jusqu'à −15 °C dans la partie continentale, alors que les données climatiques pour Barabach n'ont pas été mises à jour depuis longtemps. Les minimums absolus sur la côte ont atteint moins 30 °C (-27 °C en janvier 1931 à la station météorologique de Possiet (41 m d'altitude)), et dans la partie continentale jusqu'à moins 39 °C,. L'hiver est également caractérisé par des dégels fréquents, lorsque les températures diurnes peuvent atteindre plus de +5. °C, et certaines années jusqu'à +10 °C (janvier 1936, station météorologique de Possiet). Le printemps est généralement froid et long, avec du brouillard fréquent et un temps nuageux. L'été est chaud et long, les mois les plus chauds sont juillet et août. La température moyenne de l'air à cette époque varie de +18 °C jusqu'à +21 °C (+19,6 °C en juillet et +21,4 °C en août à Possiet). L'été représente environ 70 % des précipitations annuelles. Les typhons et les cyclones extratropicaux sont courants à cette époque. L'automne est chaud, avec un temps sec et clair. Les premières gelées sur la côte surviennent généralement fin octobre-début novembre et une transition régulière de la température quotidienne moyenne jusqu'à 0 °C se produit entre la mi et la fin novembre,.
La température moyenne de l'eau en août au large de Possiet est de 23,6 °C, soit 2 degrés de moins qu'à Sotchi et Derbent, mais 3 à 5 degrés de plus que la température de l'eau du mois le plus chaud sur la côte baltique de la Russie. La température moyenne de l'eau en août dans les eaux libres de la baie Pierre le Grand descend à environ 21 °C. La température mensuelle moyenne de l'eau à Possiet dépasse 18 °C de juillet à septembre,,,,.
La température maximale de l'eau enregistrée au large de la région de Khassan est de 30,4°C. La température minimale en hiver descend jusqu'au négatif, ce qui conduit à l'enfermement de la baie de l'Amour dans les glaces et à l'apparition de banquise côtière dans les baies peu profondes de la baie de Possiet. Des banquises dérivantes sont transportées dans les eaux libres de la baie Pierre le Grand. Les ports situés dans les villages de Zaroubino et Possiet ne gèlent pas, permettant la navigation toute l'année,.

## Urbanisme

### Occupation des sols

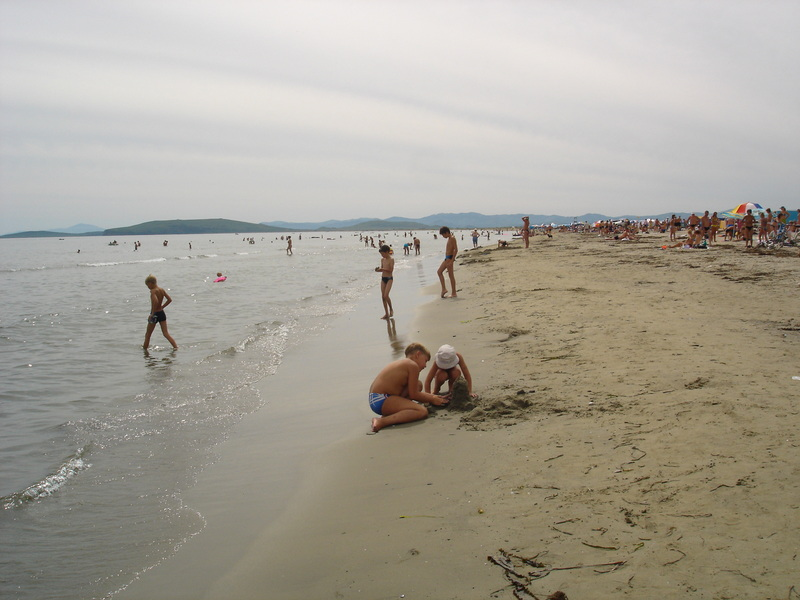
Plage de la baie des Cormorans près du village de Slavianka

| Année              | 1980 (mille ha) | 1996 (mille ha) | 2000 (mille ha) | 2007 (mille ha) | 2007 (%) |
| ------------------ | --------------- | --------------- | --------------- | --------------- | -------- |
| Terres agricoles   | 111,8           | 109,4           | 117,5           | 134,7           | 32,62    |
| Espaces forestiers | 197,0           | 195,7           | 195,7           | 164,8           | 44,16    |
| Espaces d'arbustes | 38,6            | 42,2            | 42,7            | 56,2            | 13,61    |
| Marais             | 21,5            | 20,6            | 18,3            | 18,5            | 4,48     |
| Espaces aquatiques | 7,59            | 7,93            | 8,03            | 8,03            | 1,94     |
| Espaces urbanisés  | 4,59            | 4,62            | 4,54            | 4,48            | 1,08     |
| Autres terres      | 27,0            | 15,7            | 19;2            | 19,4            | 2,11     |
| Total              | 413,0           | 413,0           | 413,0           | 413,0           | 100      |

## Histoire

### Archéologie, préhistoire et moyen-Âge
Sur les rives de la baie de Boïsman se trouvent deux monuments néolithiques de la culture de Boïsman : la colonie de Boismana-1 et la colonie avec le cimetière de Boismana-2, vieilles de 5,5 à 6 mille ans. La grotte de Possiet, sur la côte sud-ouest du cap Tyrol, dans la baie de l'Expédition, appartient à la culture archéologique de Yankovski. Les peuples de la culture néolithique Boisman (~ 5 000 av. J.-C.) et de la grotte de la Porte du Diable (~ 6 000 av. J.-C.) sont génétiquement très similaires aux peuples de la culture de Yankovski de l'âge du fer (~ 1 000 av. J.-C.), documentant la présence continue de ce profil ancestral dans le bassin du fleuve Amour qui remonte à au moins huit mille ans. L' haplogroupe prédominant du chromosome Y C2b-F1396 parmi les peuples de la culture Boisman et les haplogroupes mitochondriaux D4 et C5 sont également prédominants parmi les Toungouses modernes, les Mongols et certains peuples turcophones.
La culture de Zaïssanovka appartient au Néolithique supérieur (Zaïssanovka, Mustang, Oleniy-1,2,3, Roudnaïa Pristan (couche intermédiaire), Siny Gai-1, Gladkaya-1). L'origine de la culture de Zaïssanovka est associée à des cultures néolithiques plus occidentales, où les traditions ornementales sont largement représentées. Les Zaisanovites se caractérisent par des poteries moulées en forme de jarre avec un rouleau sous le rebord, à motifs incisés (zigzags verticaux, arcs et spirales inscrits les uns dans les autres, triangles hachurés) et à partir d'impressions de tampon au peigne. L'inventaire de de Zaïssanovka comprend des outils de coupe à sections transversales symétriques et asymétriques, des pointes de flèches polies en ardoise, des herminettes convexes polies unilatérales et des poids en galets. Des matières premières de qualité ont été utilisées pour produire des outils retouchés, dont l'obsidienne Pectus. L'héritage de la culture de Zaïssanovka peut être retracé dans le groupe Akhoba de la culture Lidovla de l'âge du bronze et d'autres.
Au nord-ouest du lac Khassan, à 14 km au nord du village de Khassan, se trouve un monument archéologique - le site de Shuiliufeng de la période de l'État Joseon (1392-1897).

### Sous l'empire Russe

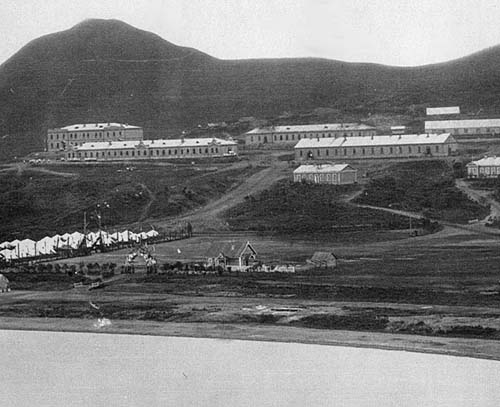
Village Slavianka, 1900

La péninsule de Clerke a été cartographiée et nommée ainsi en 1855 par les équipages des navires anglais Winchester et Barracuda, probablement d'après le nom du navigateur anglais Charles Clerke, participant à trois voyages (circumnavigation, circumnavigation de l'Antarctique et de l'océan Pacifique) sous le commandement de James Cook.
Le développement russe du territoire de la région moderne a commencé au printemps 1860, lorsque le poste militaire de Novgorod (le village moderne de Possiet) a été fondé dans la baie de Possiet. Au printemps 1861, le poste Slavianski (aujourd'hui le village de Slavianka) fut fondé et, en 1869, il y avait déjà six postes et stations militaires sur le territoire de la région moderne. En 1864, le premier village coréen de l'Empire russe fut formé : Tizinhe. Une population civile n'a commencé à apparaître que dans les années 1870, les premiers colons étaient des Vieux-croyants venus de la région de l'Amour. Par la suite, la colonisation s'est accélérée et au début de 1890, plus de 15 000 personnes vivaient dans la région,.
Le territoire du raïon moderne de Khassan a été attribué en 1881 en tant qu'unité administrative indépendante en tant que section de Possiet de l'okroyg d'Oussouri du Sud du kraï de l'Oussouri de l'oblast de Primorié. Elle comprenait alors trois volosts : Aminskaïa, Iantchikhinskaïa et Razdolninskaïa. La section de Possiet de l'Okroug de l'Oussouri du Sud est divisée en 1910 en deux stan : stan de Possiet et stan de Razdolnoïe.

### Période soviétique

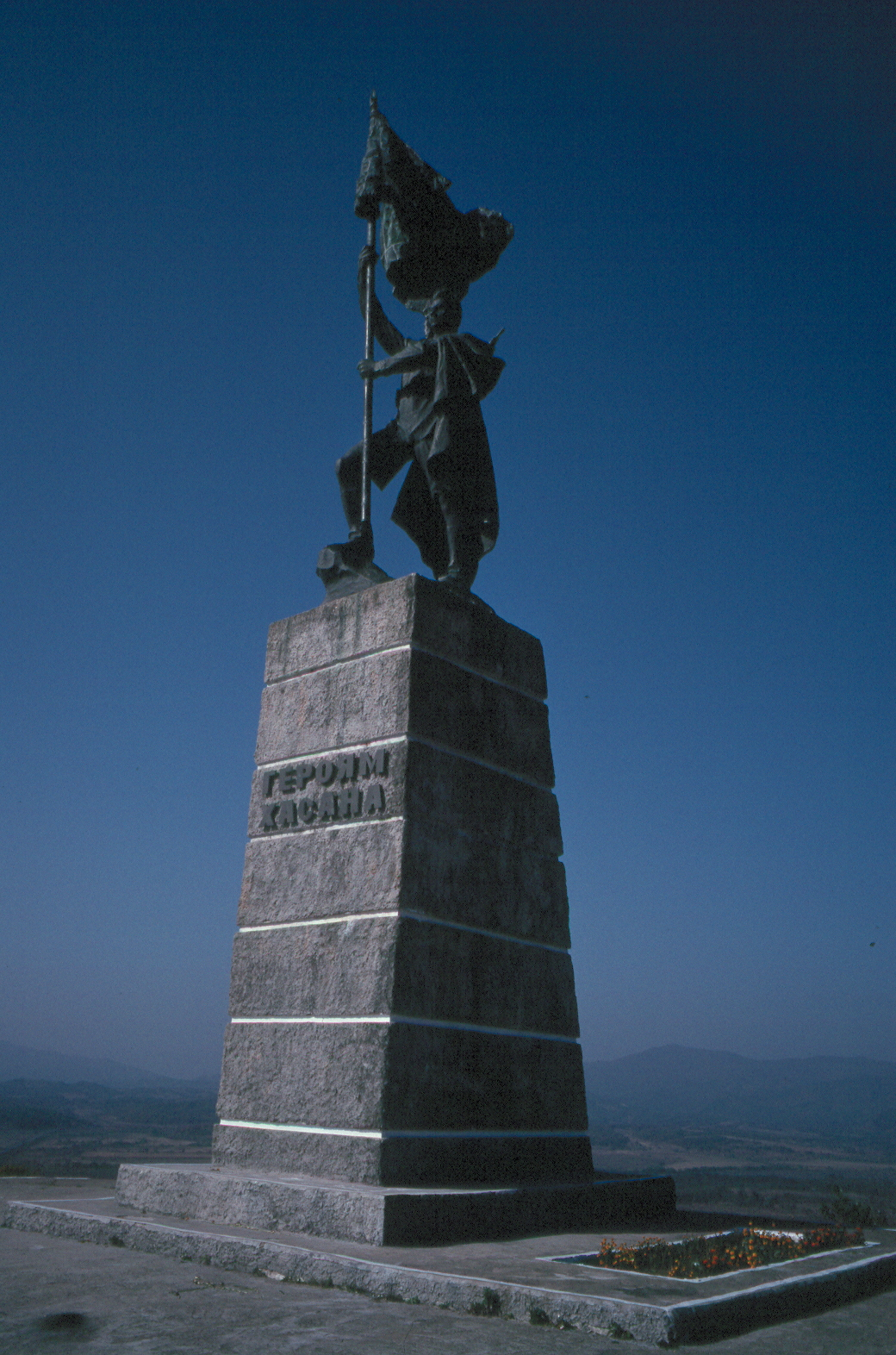
Monument aux héros des batailles près du lac Khassan en 1938. Village de Kraskino, mont Krestovaïa.

Après la révolution d'Octobre, le territoire du raïon moderne de Khassan faisait partie de l'ouïezd Nikolsk-Oussouriïsk de l'oblast de Primorié et était divisé en volosts : Adiminskaïaet Iantchikhinskaïa. De 1920 à 1922, le territoire du district faisait partie de l'ouïezd de Nikolsk-Oussouriïsk du gouvernement du Primorié de la  république d'Extrême-Orient. Le 4 janvier 1926, par décret du Comité exécutif central panrusse, l'oblast d'Extrême-Orient a été transformée en kraï d'Extrême-Orient (DVK) avec l'inclusion (formation) du raïon de Possiet avec son centre dans le village de Slavianka. Cette date est célébrée comme le jour officiel de la formation du raïon de Khassan.
En août 1927, le Présidium du Comité exécutif central panrusse, par sa résolution, proposa au Comité exécutif d'Extrême-Orient de prévoir l'attribution d'unités administratives nationales coréennes (conseils de village, comités exécutifs de raïons), en leur offrant la possibilité traduire des travaux de bureau dans leur langue maternelle. Avant la déportation des Coréens (les Koryo-saram) en 1937, le raïon de Possiet avait un statut de raïon national.
En 1928, le centre a été déplacé de Slavinaka au village de Novokievskoïe (depuis 1936 - le village de Kraskino). En 1930 -1932, le raïon de Possiet faisait partie du kraï d'Extrême-Orient, depuis 1932 - dans le cadre de l'oblast de Primorié du kraï d'Extrême-Orient, depuis 1938 - dans le cadre de l'oblast de Primorié du kraï du Primorié. En 1939, pour perpétuer la mémoire des héros de la bataille de Khassan, le raïon de Possiet fut rebaptisé raïon de Kahssan.
En octobre 1971, le centre du district s'est à nouveau déplacé du village de Kraskino au village de Slaviankla.
En 1990, l'URSS et la Corée du Nord ont signé un accord sur l'établissement d'une frontière nationale le long du chenal de la rivière Tumen, après quoi un territoire contesté est apparu sur le territoire de la région, l'ancienne île de Noktundo.

### Depuis 1991
De 2005 à 2022, dans le cadre de l'organisation de l'autonomie locale, il existait dans les limites du raïon un raïon municipal qui, avec ses deux agglomérations rurales et six agglomérations urbaines, mais qui a été transformé en un okorug municipal en 2022, sans aucune municipalité à l'intérieur du raïon,.

## Population et société

### Démographie
Recensements (*) ou estimations de la population,:
| 1926*  | 1929   | 1931   | 1933   | 1939*  | 1959*  |
| ------ | ------ | ------ | ------ | ------ | ------ |
| 42 482 | 40 189 | 46 100 | 30 700 | 15 658 | 26 428 |

| 1970*  | 1979*  | 1989*  | 2002*  | 2010*  | 2012   |
| ------ | ------ | ------ | ------ | ------ | ------ |
| 29 376 | 35 700 | 43 709 | 37 459 | 35 610 | 34 728 |

| 2013   | 2014   | 2015   | 2016   | 2017   | 2018   |
| ------ | ------ | ------ | ------ | ------ | ------ |
| 34 112 | 33 167 | 32 541 | 32 139 | 31 545 | 30 990 |

| 2019   | 2020   | 2021*  | 2022   | 2023   | - |
| ------ | ------ | ------ | ------ | ------ | - |
| 30 576 | 30 429 | 25 392 | 25 229 | 24 798 | - |

### Localités

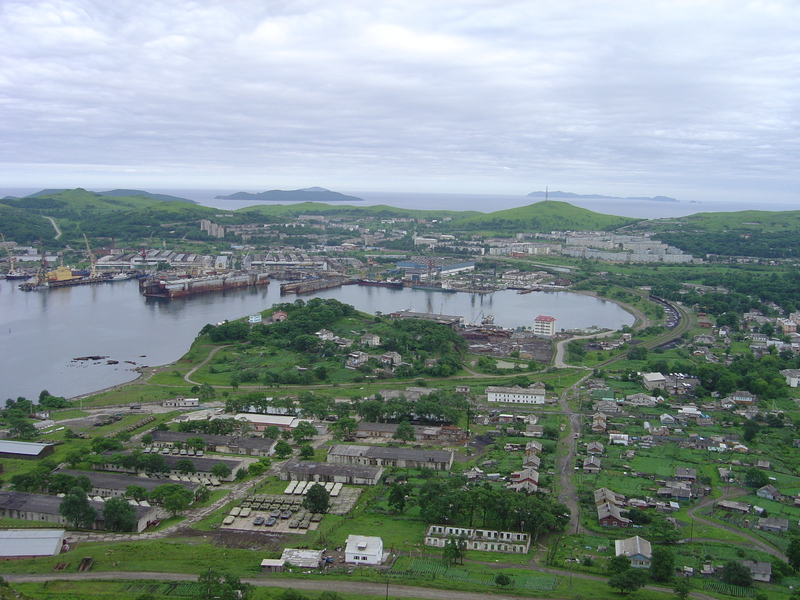
Commune urbaine de Slavianka.

Le raïon de Khassan comptait au 29 juin 2023 37 localités, dont six communes urbaines. La localité la plus peuplée était Slavianka avec 10 895 habitants au recensement de 2021.
| Liste des localités | Liste des localités | Liste des localités | Liste des localités    | Liste des localités | Liste des localités         | Liste des localités         |
| N°                  | Localité            | Nom pré-1972        | Nom pré-1972           | Statut              | Population Recensement 2010 | Population Recensement 2021 |
| N°                  | Localité            | Caractères chinois  | Transcription          | Statut              | Population Recensement 2010 | Population Recensement 2021 |
| ------------------- | ------------------- | ------------------- | ---------------------- | ------------------- | --------------------------- | --------------------------- |
| 1                   | Andreïevka          |                     |                        | village             | 530                         |                             |
| 2                   | Baza Krouglaïa      |                     |                        | possoliok           | 16                          |                             |
| 3                   | Bambourovo          |                     |                        | gare ferroviaire    | 53                          |                             |
| 4                   | Barabach            |                     |                        | village             | 5691                        | 2 269                       |
| 5                   | Barsovi             |                     |                        | pazezd              | 0                           |                             |
| 6                   | Bezverkhovo         |                     | Oust-Sidimi            | village             | 889                         |                             |
| 7                   | Vitiaz              |                     |                        | village             | 158                         |                             |
| 8                   | Gvozdevo            |                     |                        | village             | 560                         |                             |
| 9                   | Zaïssanovka         |                     |                        | village             | 0                           |                             |
| 10                  | Zanadvorovka        |                     |                        | village             | 789                         |                             |
| 11                  | Zaroubino           |                     |                        | commune urbaine     |                             | 2499                        |
| 12                  | Kamychovi           | 發大石              | Fatashi                | village             | 124                         |                             |
| 13                  | Kédrovi             |                     |                        | village             | 33                          |                             |
| 14                  | Kravtsovka          |                     |                        | village             | 46                          |                             |
| 15                  | Kraskino            |                     |                        | commune urbaine     |                             | 2425                        |
| 16                  | Lebedinoïe          |                     |                        | village             | 21                          |                             |
| 17                  | Maïak Biousse       |                     |                        | village             | 5                           |                             |
| 18                  | Maïak Gamov         |                     |                        | village             | 5                           |                             |
| 19                  | Maïatchnoïe         | 沆 濕               | Hansi                  | village             | 0                           |                             |
| 20                  | Narva               |                     | Sidimi Vallastny Karer | village             | 2                           |                             |
| 21                  | Ovtchinnikovo       |                     |                        | village             | 71                          |                             |
| 22                  | Perevoznaïa         |                     |                        | village             | 284                         |                             |
| 23                  | Pojarski            |                     |                        | pazezd              | 12                          |                             |
| 24                  | Poïma               |                     | Adimi Verkhnié         | village             | 6                           |                             |
| 25                  | Possiet             |                     |                        | commune urbaine     |                             | 1646                        |
| 26                  | Primorski           |                     |                        | commune urbaine     |                             | 1412                        |
| 27                  | Provalovo           |                     |                        | gare ferroviaire    | 27                          |                             |
| 28                  | Rissovaïa Pad       |                     |                        | village             | 34                          |                             |
| 29                  | Romachka            |                     | Adimi Nijnié           | village             | 18                          |                             |
| 30                  | Slavianka           |                     |                        | commune urbaine     |                             | 10 895                      |
| 31                  | Riazanovka          |                     |                        | gare ferroviaire    | 47                          |                             |
| 32                  | Soukhanovka         |                     |                        | gare ferroviaire    | 76                          |                             |
| 33                  | Soukhaïa Retchka    |                     |                        | village             | 15                          |                             |
| 34                  | Filippovka          |                     |                        | village             | 450                         |                             |
| 35                  | Khassan             |                     |                        | commune urbaine     |                             | 492                         |
| 36                  | Tsoukanovo          | 延汊河              | Iantchikhe Nijneïe     | village             | 520                         |                             |
| 37                  | Chaktiorski         |                     |                        | village             | 17                          |                             |

## Économie et transports

### Emploi
| Répartition                           | 2001 | %     | 2011 | %     |
| ------------------------------------- | ---- | ----- | ---- | ----- |
| Éducation                             | 1332 | 13,58 | 1083 | 10,9  |
| Construction                          | 175  | 1,78  | 49   | 0,49  |
| Services de santé et services sociaux | 965  | 9,84  | 740  | 7,45  |
| Agriculture et foresterie             | 541  | 5,52  | 101  | 1,02  |
| Industries                            | 2432 | 24,8  | 2607 | 26,25 |
| Commerce de gros et de détail         | 454  | 4,63  | 593  | 5,97  |
| Transports et communication           | 1321 | 13,47 | 1859 | 18,72 |
| Autres                                | 2587 | 26,38 | 2901 | 29,21 |
| Total                                 | 9807 | 100   | 9933 | 100   |
|                                       |      |       |      |       |
| Nombre de chômeurs                    | 2420 |       | 2000 |       |

### Principales activités
L'économie de la région est dominée par les entreprises de pêche, de mariculture, de réparation navale et de tourisme. Les ports maritimes sont ceux de Slavianka, de Possiet et de Zarubino. Il existe des liaisons de transport avec la Chine et la Corée du Nord. L'agriculture est sous-développée et se spécialise principalement dans l'élevage du renne.
Le registre des entreprises socialement importantes du kraï du Primorié pour 2015, établi par l'administration du kraï du Primorié, du raïon de Khassan comprenait 6 organisations : Vostokbunker CJSC, Khasan Central Regional Hospital KGBUZ, Slavyansky Shiprepair Plant OJSC, Trade Port Posyet OJSC, OJSC. "Khasankommunenergo", LLC " Port maritime de Trinity Bay ".

### Voies de communication

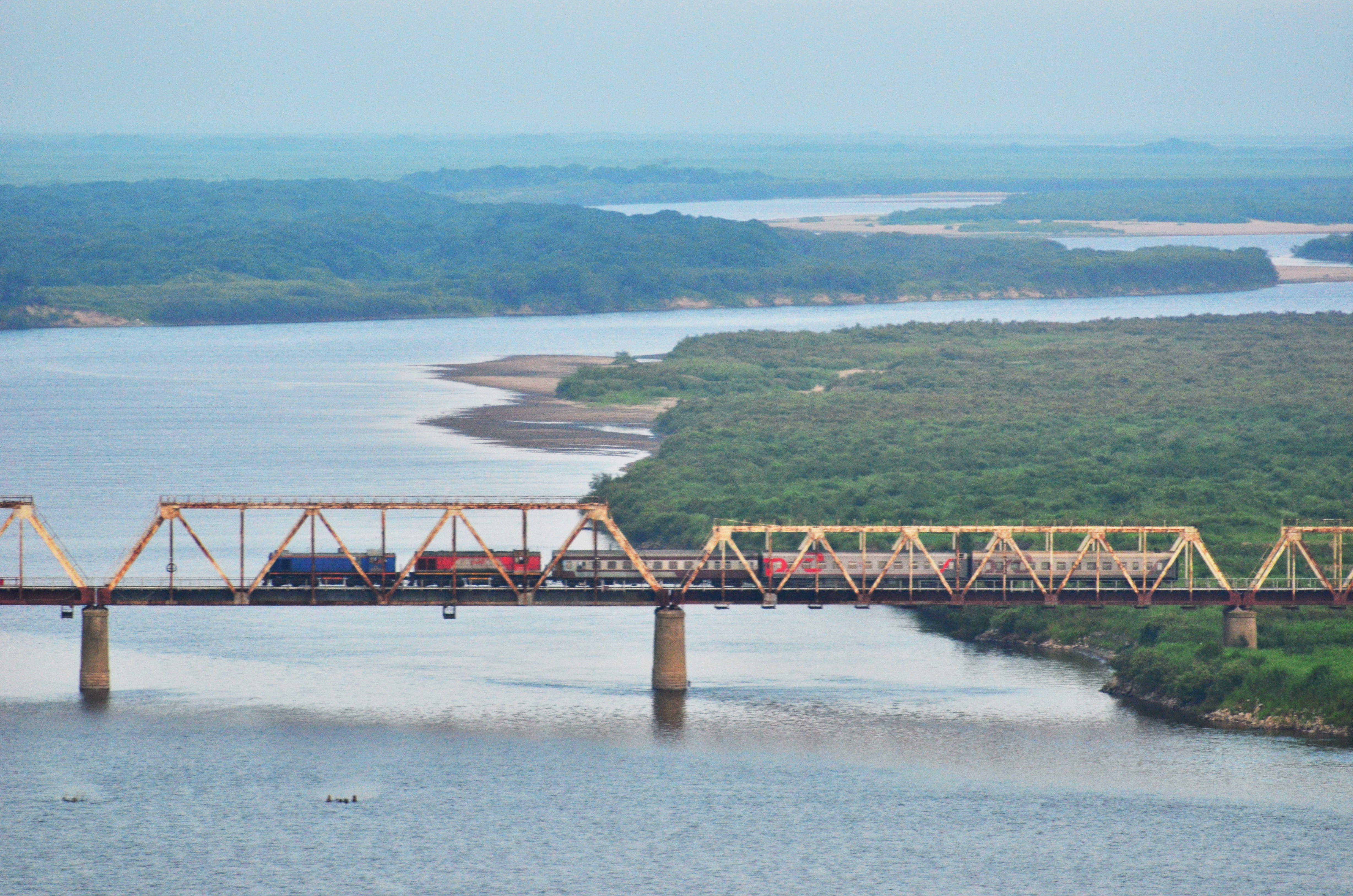
Le pont de l'Amitié en 2013 vu depuis le territoire chinois.

Le raïon est traversé du nord-est au sud-est la route régionale 05A-214, route qui relie Khassan au sud-ouest (frontière avec la Corée du Nord) à la route fédérale A370 à la hauteur de Razdolnoïe (nord-ouest, raïon de Nadejda). La route A370 relie au nord Khabarovsk et au sud Vladivostok. Enfin, il y a le pont de l'Amitié, un pont ferroviaire franchissant le Tumen entre la Corée du Nord et la Russie.

## Galerie

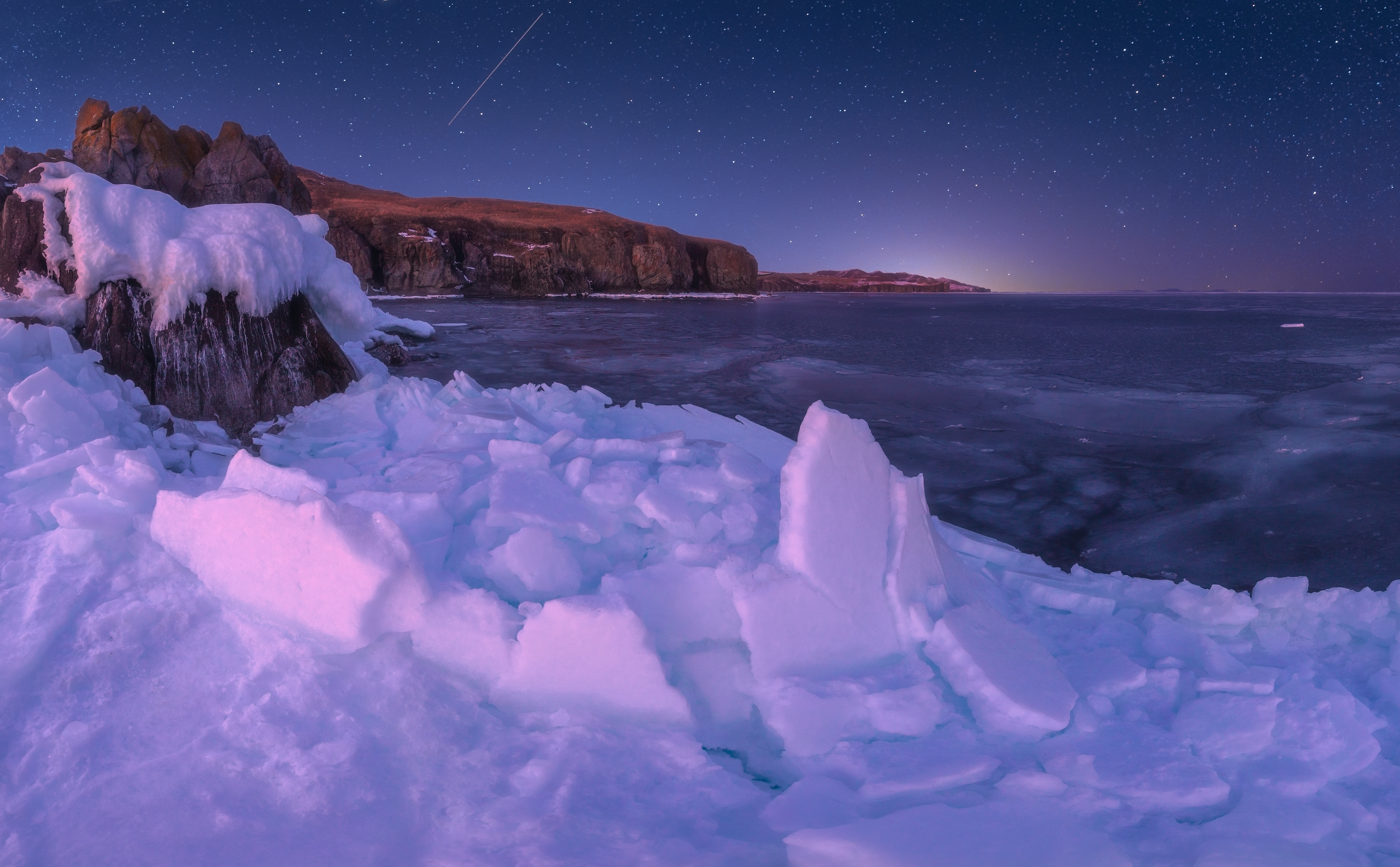
Voûte céleste au cap de Bruce.
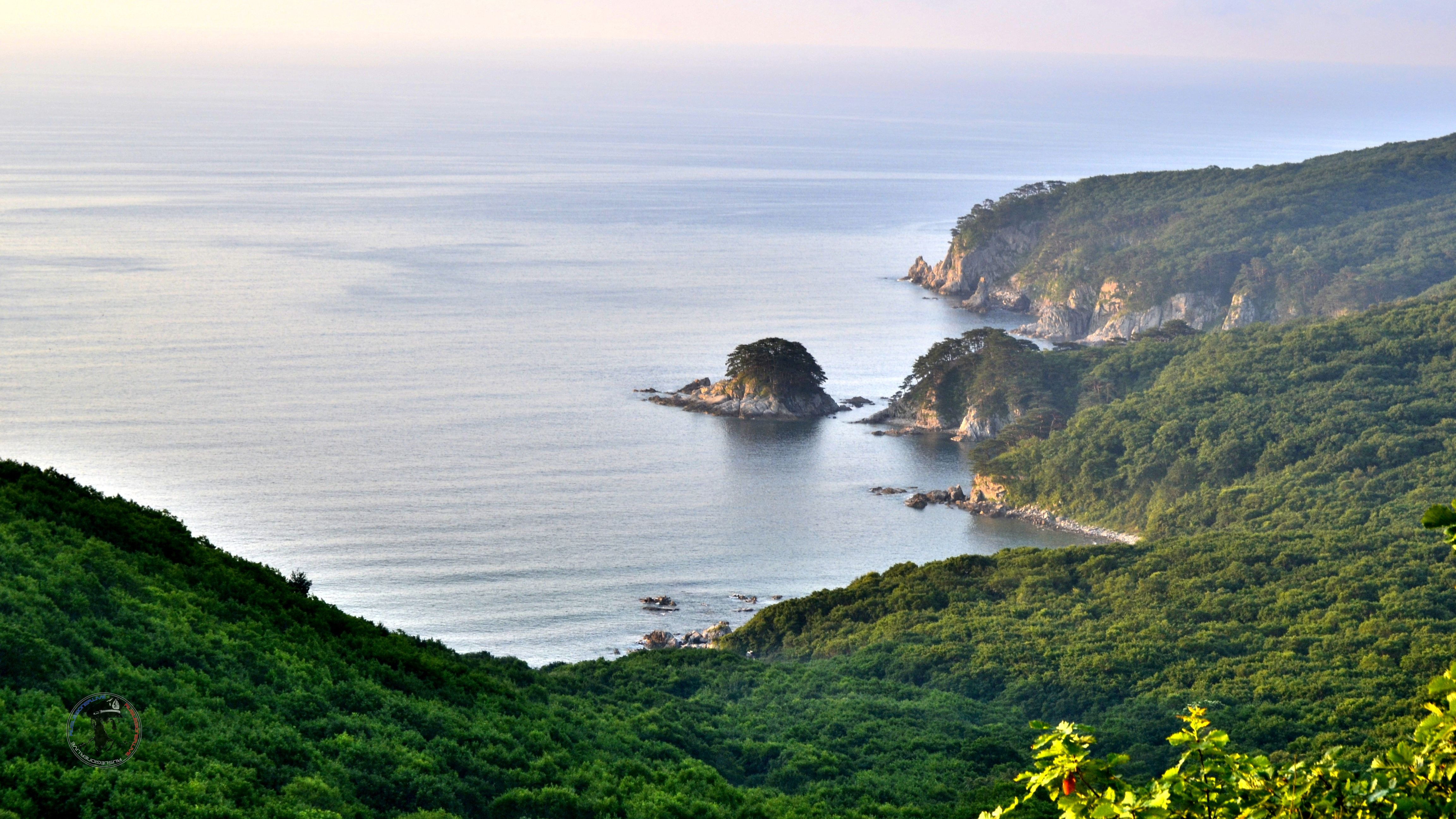
Île du cœur désireux
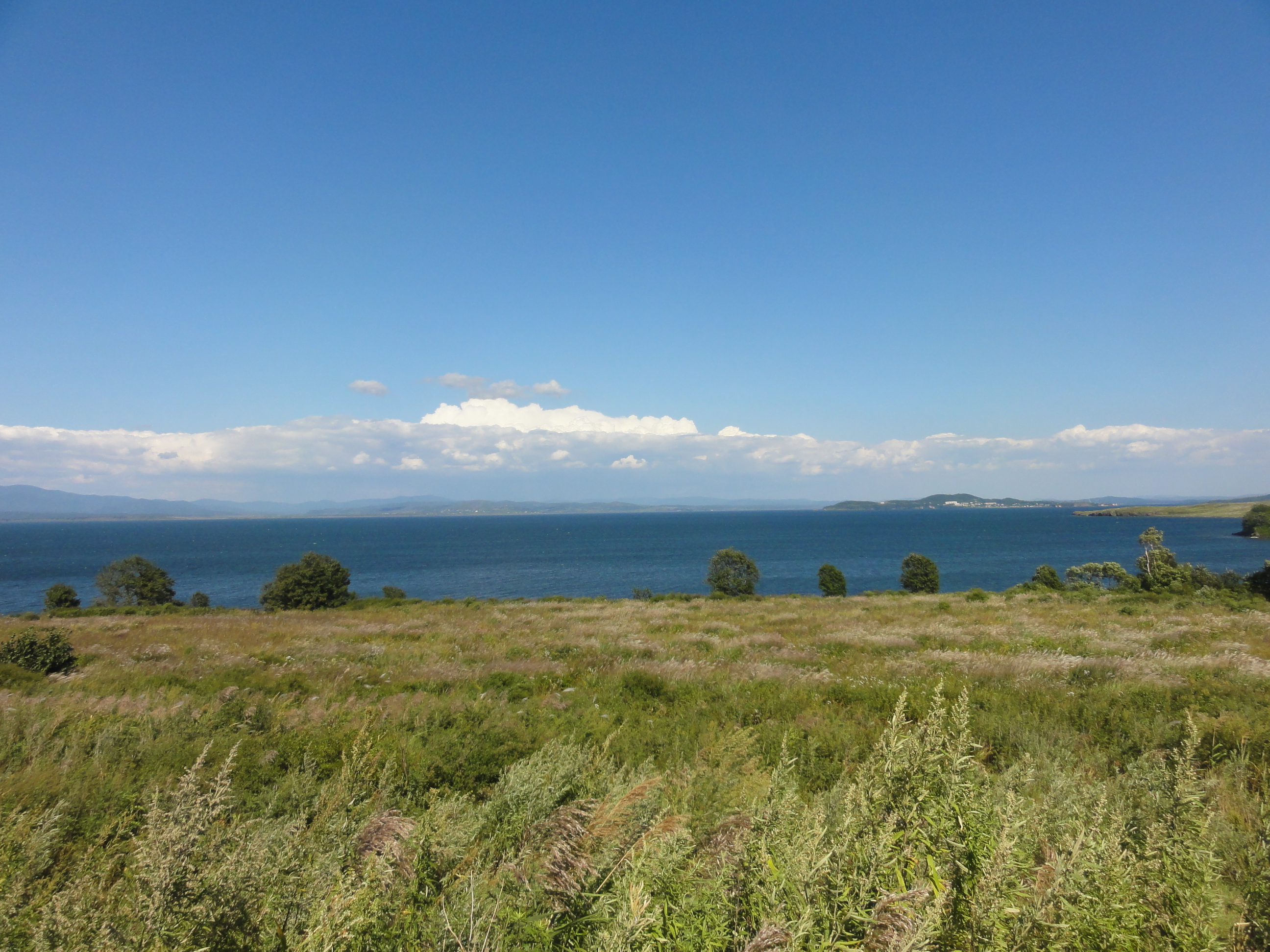
Baie de l'Expédition.
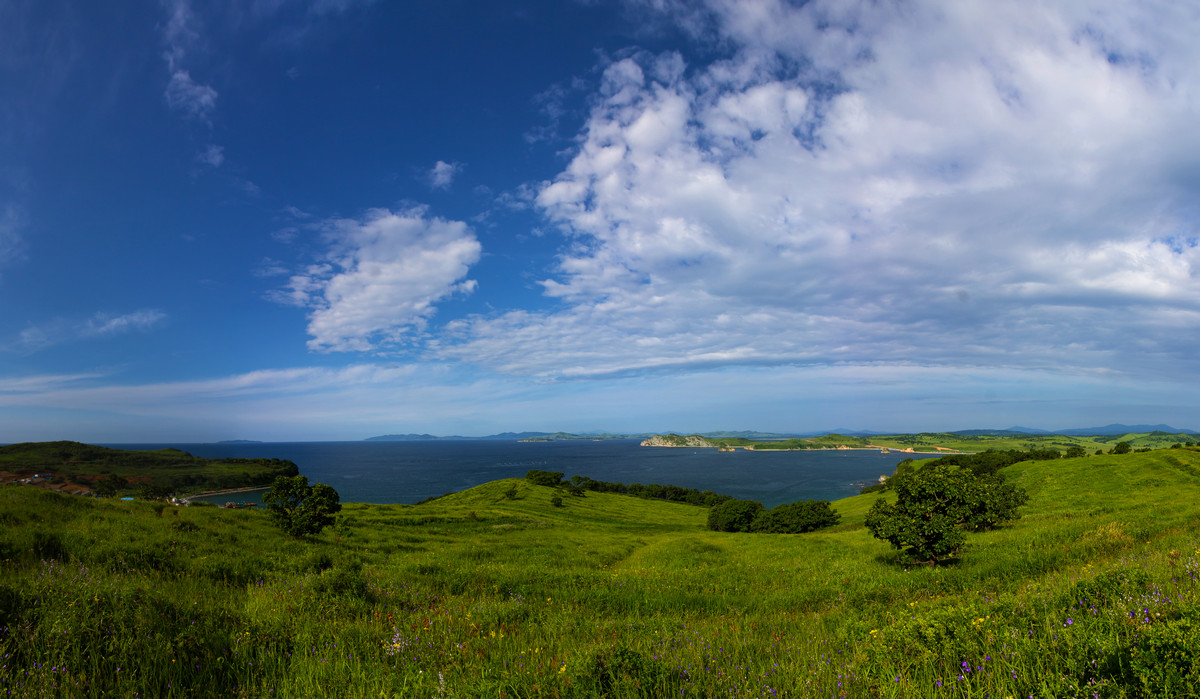
Baie aléoute près de Zaroubino.